# Chiesa di Sant'Antonio di Padova (Ardesio)
La chiesa di Sant'Antonio di Padova è un luogo di culto cattolico, si trova ad Ardesio, nella località Zaffalino, in alta Val Seriana, ed è sussidiaria della parrocchiale di San Giorgio.

## Storia
Nel 1650 un certo Pietro Cacciamali fece edificare una chiesa in località Zaffalino per rispettare le ultime volontà testamentarie del fratello don Bartolomeo, intitolata a sant'Antonio di Padova.

La chiesa fu visitata dal cardinale Pietro Priuli e dagli atti risulta che la chiesa era molto piccola, ed essendo posta in posizione dislocata vi si celebravano le funzioni religiose solo saltuariamente, in occasione della festa del santo titolare: 
(Relazione della visita pastorale di Pietro Priuli)

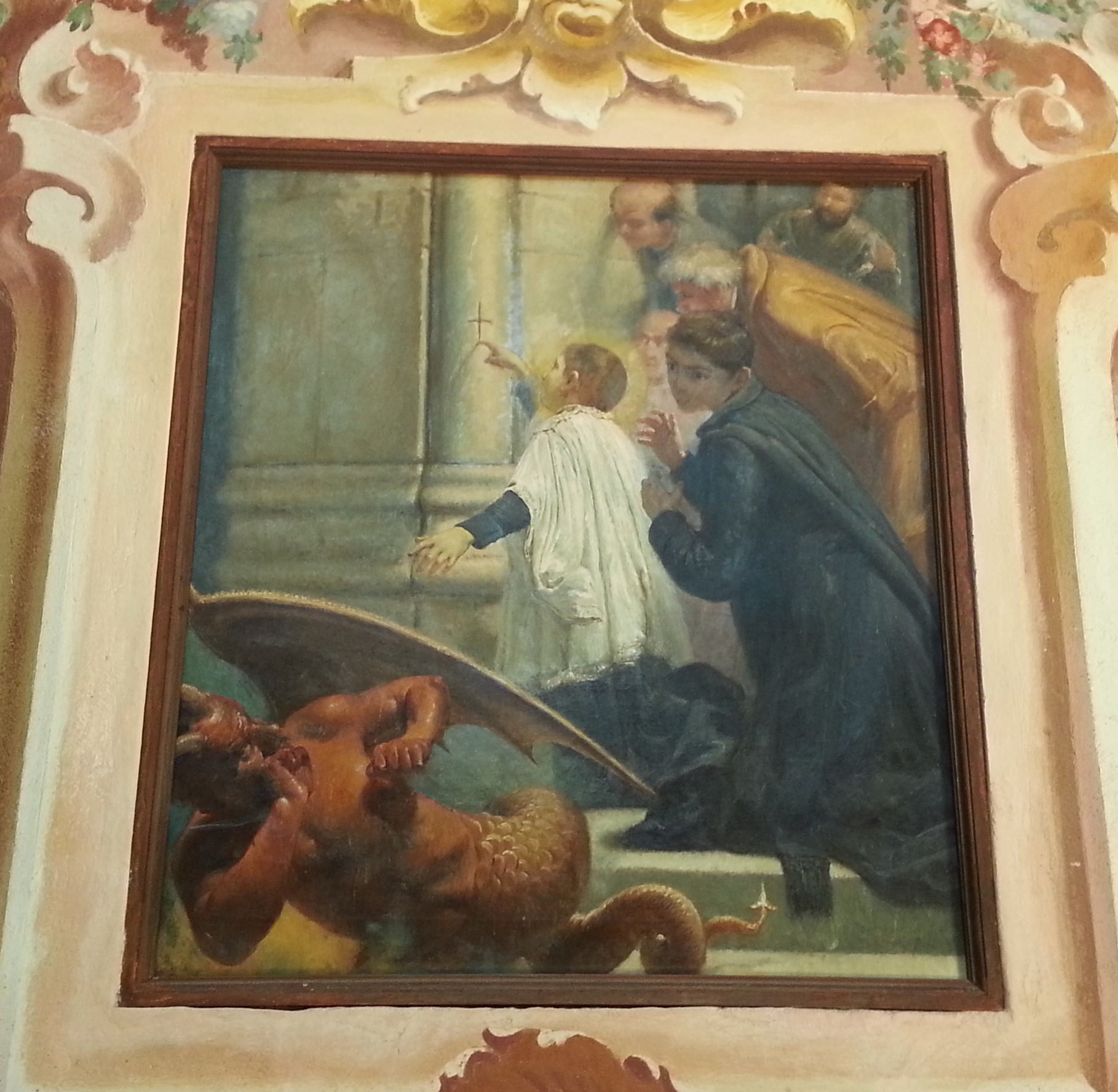
Lattanzio Querena Culto di sant'Antonio

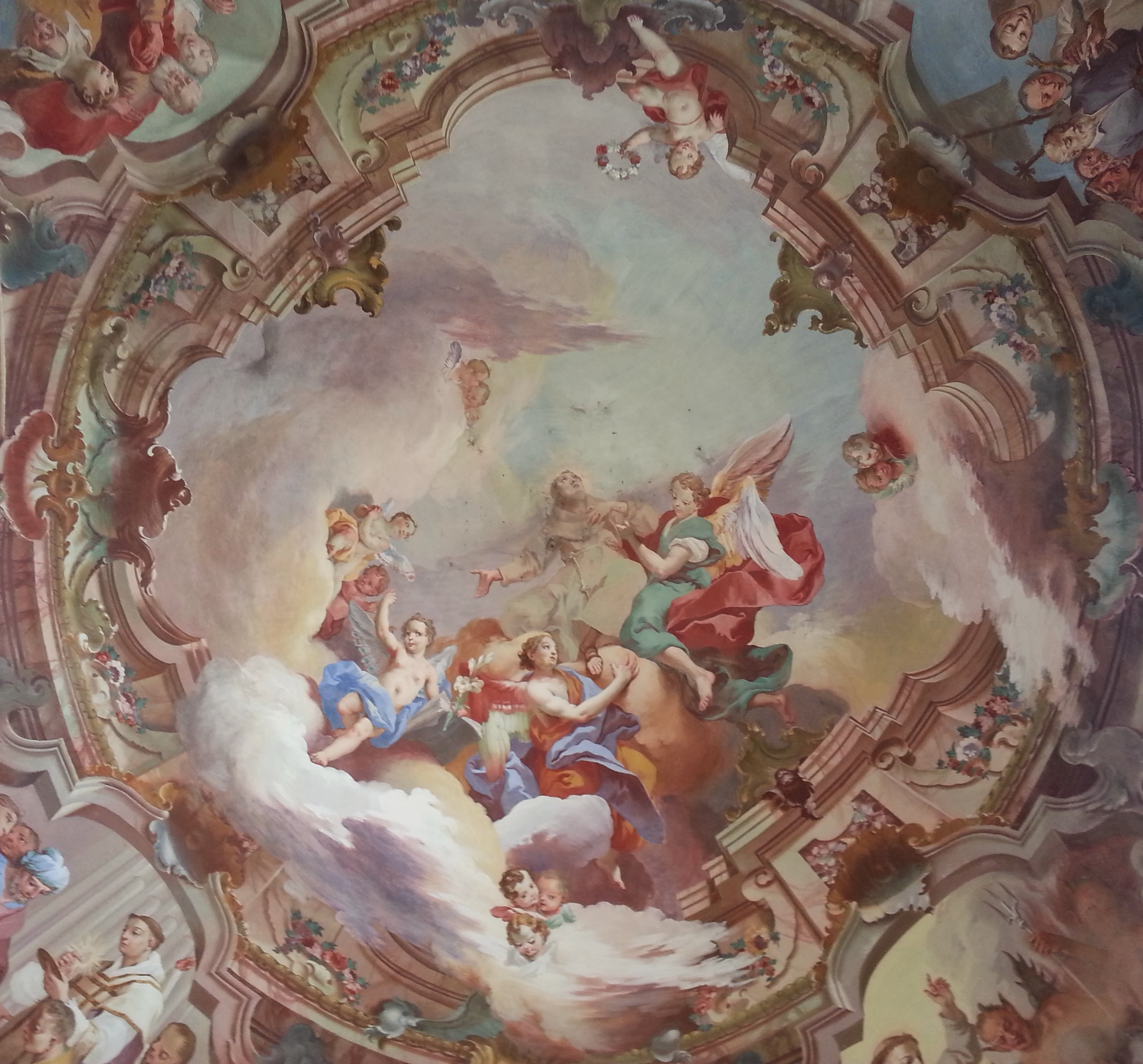
Gloria di sant'Antonio di Giuseppe Antonio Orelli

La torre campanaria fu edificata tra il 1830 e il 1840.
La chiesa nel 2008 fu oggetto di un importante lavoro di restauro con la pittura degli affreschi ottocenteschi che decorano completamente l'aula.

## Descrizione

### Esterno
La chiesa è posta dislocata dall'antico borgo, preceduta da un sagrato in selciato e con la facciata rivolta a sud-ovest. Il fronte principale è delimitato da lesene in blocchi di pietra locale. Il portale, posto centralmente è in pietra completo di paraste e architrave che reggono il timpano semicircolare spezzato che ospita nella parte centrale il cartiglio in pietra dove è impressa la dedicazione a sant'Antonio. Laterali due aperture poste sulla base in pietra e contorno in pietra locale e complete di inferriate. nella parte superiore vi è un'ampia finestra completa di gocciolatoio semicircolare. Le pietre sulla facciata provengono dalla cava posta in prossimità della località che era attiva fin dal XII secolo e detta cava della Madonna.

### Interno
L'interno a croce greca con le braccia poco ampie e con copertura a tazza posta su quattro archi. Due aperture sono presenti sulla parte terminante delle braccia atte a illuminare l'aula. Le lesene laterali reggono la trabeazione e il cornicione dove s'imposta la volta a botte. La zona del presbiterio è rialzata da due gradini e delimitata dalla balaustra marmorea con copertura da piccola tazza illuminata da due finestre. 
L'aula si presente completamente decorata con pitture del XIX secolo. La statua del santo titolare posta sul lato destro della navata è opera di Angelo Virgilio Vavassori, e due dipinti raffiguranti la Devozione di sant'Antonio sono opera di Lattanzio Querena, il grande affresco sulla tazza raffigurante Gloria di sant'Antonio, è opera di Giuseppe Antonio Orelli.